# Cantiga de escarnio

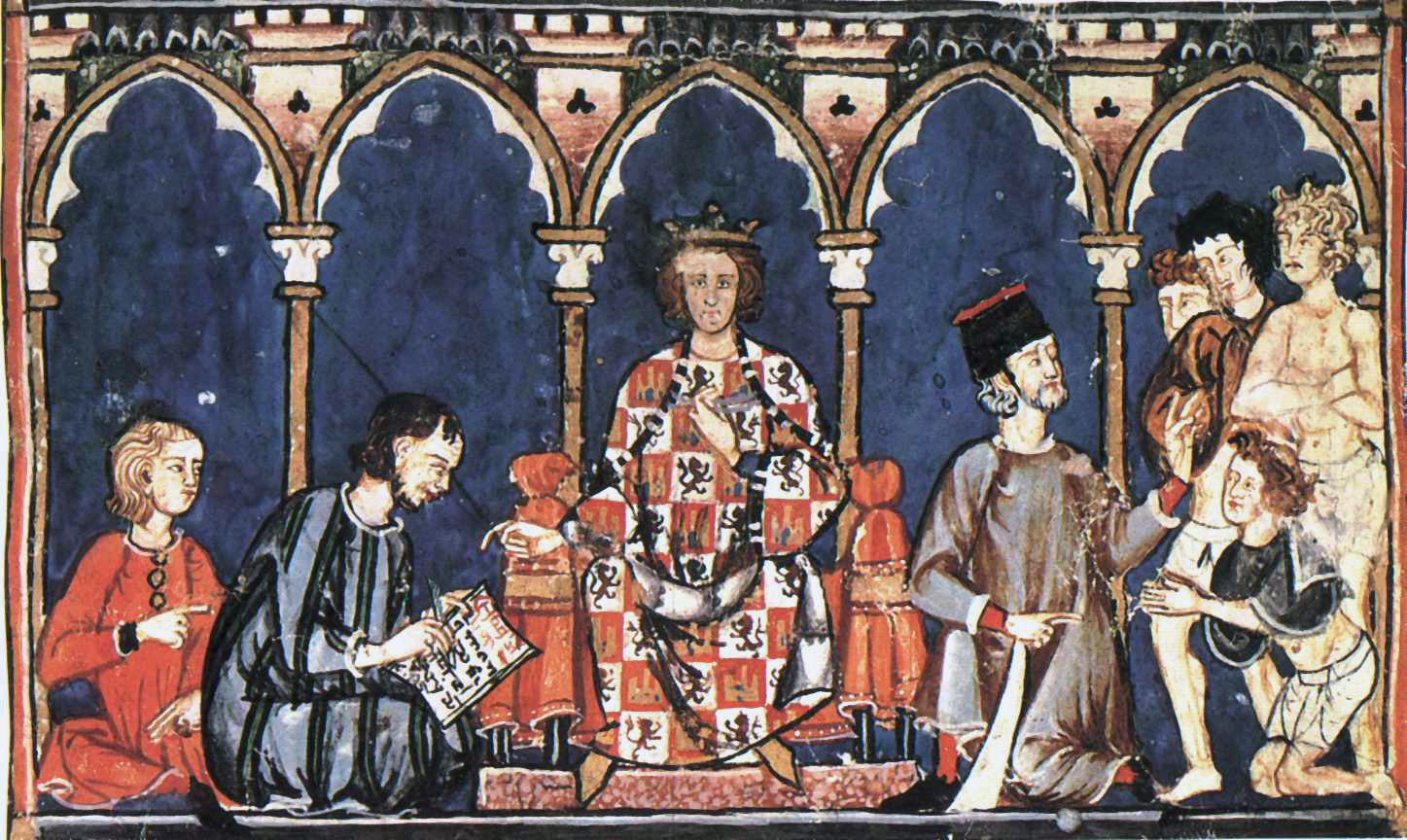
Il re Alfonso X, il Saggio, scrisse cantigas satiriche: Fui eu poer a mao, n´outro dia a ua soldadeira no conon

La cantiga de escarnio e maldizer è un sottogenere satirico della lirica galiziano-portoghese medievale, derivato dal sirventés provenzale. Questo sottogenere fa parte del periodo letterario chiamato trovadorismo, che nel Portogallo trova espressione tra gli anni 1189 (o 1198?) e il 1385.
Il corpus lirico galiziano-portoghese annovera all'incirca 430 testi di questo genere.
Dapprincipio, esisteva una distinzione tra le cantigas de escarnio (che utilizzano sottintesi e parole occulte) e quelle de maldizer (maledire), nelle quali il poeta esprime in modo ben chiaro i suoi insulti. Tuttavia, nei canzonieri di solito non si distinguono le due.
In quanto alla metrica, si utilizzano le stesse convenzioni delle cantigas de amor.
Esistono tre tipi:
a) Satira letteraria.
b) Satira politica e morale: tra i cui autori emergono Martim Moixa, Pero da Ponte e Airas Nunes
c) Satira personale.
In alcuni casi, le cantigas de escarnio mostrano le tensioni esistenti tra i trovatori, generalmente appartenenti alla nobiltà, e i giullari e menestrelli, di bassa estrazione sociale.
A questo genere appartiene il documento letterario più antico di quelli conosciuti in lingua galiziana o portoghese, la cantiga Ora faz ost'o senhor de Navarra di Johan Soares de Paiva, nato nel 1141.

## Significato
Il realismo - che converte queste cantigas in composizioni di importantissimo valore sociologico (in cui appaiono raffigurati personaggi di tutte le classi sociali medievali) e linguistico (il trovatore è libero dalla rigorosa subordinazione ai convenzionalismi poetici e parla con naturalezza) - contrasta con l'idealismo delle tante composizioni galiziano-portoghesi. Questo confronto, questa duplice tendenza, il divino da una parte e l'umano e pagano dall'altra, è caratteristica dell'uomo medievale, tante volte qualificato come un demone capace di coniugare in sé stesso il più complesso idealismo e il più perfetto realismo.

## Esempi

### Cantigas de Escárnio
Le cantigas de escárnio utilizzano la satira indiretta per raggiungere la persona presa di mira. Si fa uso dell'ironia e di espressioni con doppio senso, e l'obiettivo non è mai essere identificato, come in questo esempio di cantiga di Pero Garcia Burgalês:

### Cantigas de Maldizer
L'uso di espressioni turpi è frequente, con la chiara intenzione di calunniare il satirizzato, come nella cantiga di João Garcia de Guilhade:
Ai, dona fea, foste-vos queixar
que vos nunca louv[o] em meu cantar;
mais ora quero fazer um cantar
em que vos loarei toda via;
e vedes como vos quero loar:
dona fea, velha e sandia!...
(...)